# Aspitates parvularia
Aspitates parvularia là một loài bướm đêm trong họ Geometridae.